# Paveletskaja (Koltsevajalinjen)
Paveletskaja (ryska: Павелецкая), är en tunnelbanestation på Koltsevajalinjen (ringlinjen) i Moskvas tunnelbana, namngiven efter järnvägsstationen Paveletskij som ligger ovanför tunnelbanestationen.
Stationen öppnades den 1 januari 1950 och är en trevalvs pylonstation formgiven i stalinarkitektonisk stil. Stationens tema med främst lantbruksinfluerade inslag kommer från järnvägsstationen ovanför där tåg avgår mot Volgaregionen. 
Stationens vestibul ligger vid korsningen mellan Trädgårdsringen och Zemljannoj Val. Ovanför rulltrapporna finns en mosaikpanel av Pavel Korin som föreställer Röda torget med Leninmausoleet och Vasilijkatedralen, inramad av en basrelief med typiskt sovjetiska banderoller och namnen på Volgastäder på sidorna. Vid stationens slut finns ett verk av Pavel Korin som visar en arbetare och en bondkvinna som håller upp Sovjetunionens statsvapen.

## Byten
På Paveletskaja kan man byta till Paveletskaja-stationen på Zamoskvoretskajalinjen.